# Helmut Zimmermann (Politiker)

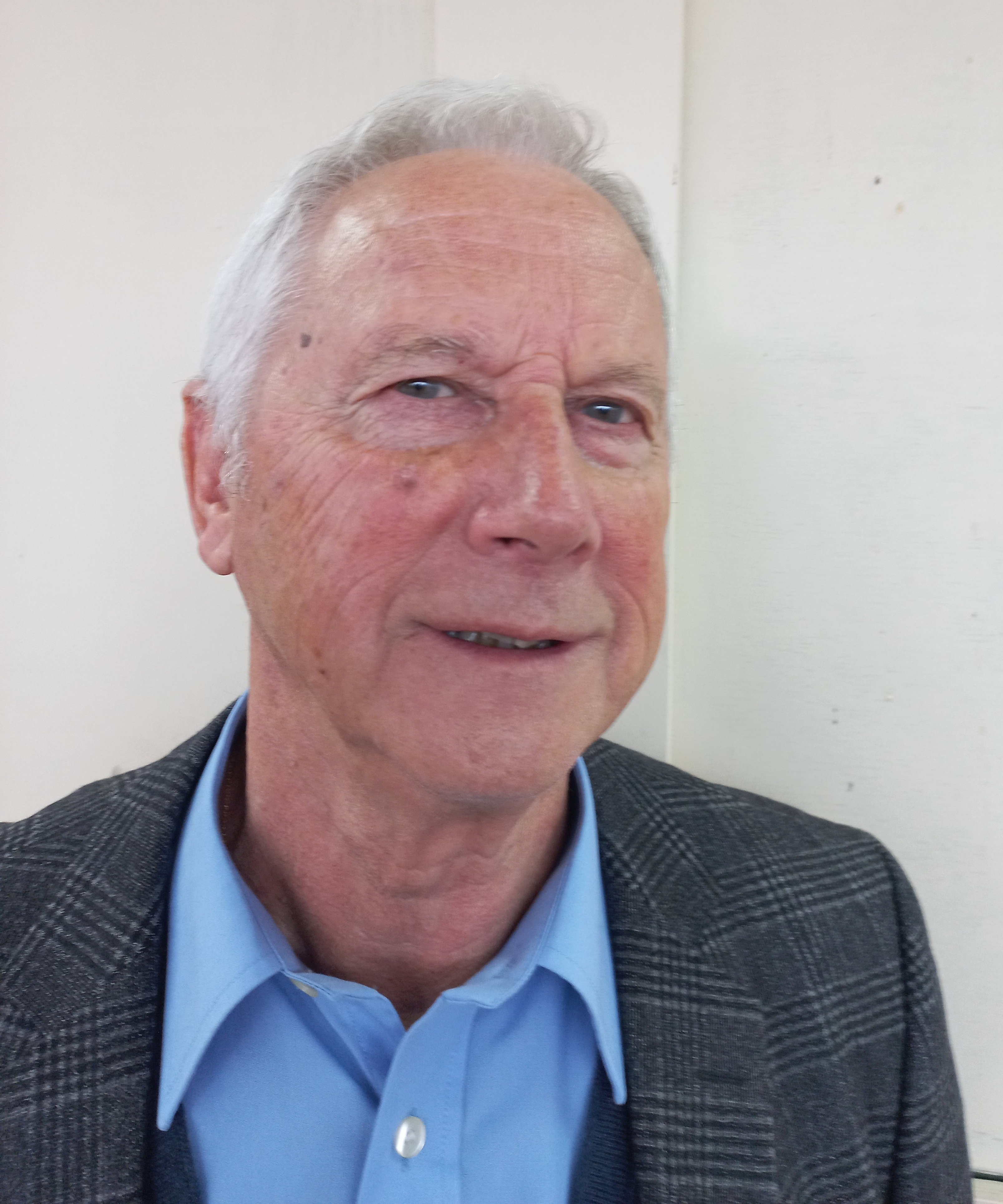
2023

Helmut Zimmermann (* 8. April 1948 in Bludenz) ist ein österreichischer Politiker (SPÖ). Zimmermann war von 1994 bis 2000 Abgeordneter zum Vorarlberger Landtag und von 1988 bis 2013 Bürgermeister der Vorarlberger Gemeinde Bürs.

## Leben und Wirken
Helmut Zimmermann wurde am 8. April 1948 als Sohn des städtischen Verwaltungsbeamten Ferdinand Zimmermann und dessen Frau Mathilde geboren. Er besuchte die Volksschule in seiner Heimatgemeinde Bürs und die Hauptschule in der benachbarten Bezirkshauptstadt Bludenz, ehe er 1962 eine Lehre als Betriebstechniker beim Bludenzer Textilunternehmen Getzner Textil mit begleitendem Besuch der Berufsschule in Bregenz begann. Diese Lehre schloss er 1965 als Elektrikergeselle ab und arbeitete noch ein Jahr bei Getzner.

Im Jahr 1966 trat er in den Dienst der Österreichischen Bundesbahnen ein, wo er eine Ausbildung zum Lokführer absolvierte und die Staatsprüfung für Elektro- und Verbrennungstriebfahrzeuge ablegte. 1975 legte er zudem die Meisterprüfung als Maschinenmeister ab.
Erstmals politisch tätig wurde Zimmermann im Jahr 1980, als er in seiner Heimatgemeinde Bürs Mitglied der Gemeindevertretung und des Gemeinderats wurde. Als Gemeinderat unterstanden ihm dabei bis 1988 die Referate Familien und Soziales. Am 30. Juni 1988 wurde Helmut Zimmermann zum Bürgermeister der Gemeinde Bürs bestellt, 2013 legte er das Amt vorzeitig nieder.
In den Landtag berufen wurde Zimmermann schließlich im Jahr 1994, als er am 8. Juni seinem Parteikollegen Wilhelm Pröckl, der das Mandat zuvor niedergelegt hatte, als Abgeordneter des Wahlbezirks Bludenz nachfolgte. Er konnte in weiterer Folge zweimal, nämlich bei den Landtagswahlen 1994 und 1999, das Mandat wieder erlangen. Zum 31. Dezember 2000 beendete Helmut Zimmermann seine Landtagslaufbahn, wobei sein Mandat Olga Pircher übernahm.
Von 1999 bis 2001 war er zudem stellvertretender Landesvorsitzender der SPÖ Vorarlberg.

## Auszeichnungen
- Am 26. Oktober 2013 wurde er mit dem Silbernen Ehrenzeichen des Landes Vorarlberg ausgezeichnet.[1]